# Games People Play (Pink Cream 69)
Games People Play è il terzo album in studio del gruppo musicale tedesco Pink Cream 69, pubblicato nel 1993.

## Tracce
1. Face in the Mirror – 4:47
2. Way Down – 5:11
3. Keep Your Eye on the Twisted – 3:29
4. Somedays I Sail – 4:57
5. Shattered – 3:58
6. Monday Again – 3:11
7. Dyin' Century – 4:37
8. Till You're Mine – 3:42
9. Still Alive – 4:55
10. Down on Your Luck – 4:11
11. Backflash (Instrumental) – 0:59
12. Condemnation – 4:28
13. Don't Let It All Come Down – 3:32

## Formazione
- Andi Deris - voce
- Alfred Koffler - chitarra
- Dennis Ward - basso
- Kosta Zafiriou - batteria